# Banyuls-sur-Mer
Banyuls-sur-Mer (catalansk: Banyuls de la Marenda) er en by og kommune i departementet Pyrénées-Orientales i Sydfrankrig.
Banyuls er en gammel fiskerby, som i dag primært lever af turisme. Byen er kendt for sin dessertvin af samme navn. Banyuls er også hjemsted for det marinbiologiske forskingscenter Arago, som har et offentligt akvarium med middelhavsfisk.
Billedhuggeren Aristide Maillol blev født i Banyuls og boede der størstedelen af sit liv.

## Navn
Banyuls-sur-Mer nævnes første gang i 981 som Balneum eller Balneola. I 1074 bliver byen kaldt Bannils de Maritimo for at skelne den fra Banyuls-dels-Aspres, som ligger 20 km væk. I 1197 bliver byen omtalt som Banullis de Maredine og i 1674 som Banyuls del Marende. Siden det 19. århundrede er byen blevet kaldt Banyuls de la Marenda på catalansk.
Navnet Banyuls indikerer tilstedeværelsen af en lagune. En sådan fandtes indtil 1872, da den lille flod Vallauria blev rørlagt. Ordet Marenda på catalansk eller Mer på fransk hentyder til beliggenheden ved havet.

## Geografi
Banyuls-sur-Mer ligger ved Middelhavet på Côte Vermeille (Sølvkysten) tæt på Spanien. Kommunen domineres af bjergkæden Les Albères, som er en del af Pyrenæerne. Mod nord ligger Port-Vendres og mod syd Cerbère.

## Historie
De første spor af menneskelig aktivitet omkring Banyuls stammer fra nyere stenalder omkring 2200 fvt. Stendysser ved Col de la Creu og Cova de l’Abarb er en del af en række megalitter i de østlige Pyrenæer.
Omkring 200 fvt. begyndte romerne at kolonisere området. En af Romerrigets hovedveje Via Domitia, som blev anlagt mellem Italien og den Iberiske Halvø, gik igennem, hvad der i dag er Banyuls kommune.
Byen Banyuls nævnes første gang i 981. Efter at have hørt under kongerigerne Mallorca og Aragonien blev området, som resten af Roussillon, en del af Frankrig efter Pyrenæerfreden i 1659. Med den nye beliggenhed tæt på den fransk-spanske grænsede udviklede der sig et omfattende smugleri de næste par århundreder. Varer som tobak, salt, ris, sukker, tekstiler og læder blev smuglet over grænsen.
Under Pyrenæerkrigen (1793-95) blev den forsvarsløse by flere gange erobret af Spanien for så at blive generobret af Frankrig.
I 1880 blev Banyuls forbundet med jernbanen. Byens relative isolation var hermed brudt. Dyrkning af vin blev herefter en vigtig indtægtskilde.
I 1882 grundlagde zoologen Henri de Lacaze-Duthiers laboratoriet Arago. Laboratoriet findes stadig og udfører marinbiologiske undersøgelser. Det har mere end 100 ansatte og modtager et stort antal forskere og studerende hvert år.

## Demografi

### Udvikling i folketal
| 1793 | 1800 | 1806 | 1821 | 1831 | 1836 | 1841 | 1846 | 1851 |
| ---- | ---- | ---- | ---- | ---- | ---- | ---- | ---- | ---- |
| 630  | 755  | 1032 | 1497 | 1608 | 2022 | 2209 | 2467 | 2562 |

| 1856 | 1861 | 1866 | 1872 | 1876 | 1881 | 1886 | 1891 | 1896 |
| ---- | ---- | ---- | ---- | ---- | ---- | ---- | ---- | ---- |
| 2619 | 2637 | 3008 | 3599 | 3609 | 3850 | 4050 | 3119 | 3222 |

| 1901 | 1906 | 1911 | 1921 | 1926 | 1931 | 1936 | 1946 | 1954 |
| ---- | ---- | ---- | ---- | ---- | ---- | ---- | ---- | ---- |
| 3111 | 3301 | 3216 | 3373 | 3476 | 3564 | 3655 | 3682 | 4020 |

| 1962                                                              | 1968 | 1975 | 1982 | 1990 | 1999 | 2006 | 2012 | 2017 |
| ----------------------------------------------------------------- | ---- | ---- | ---- | ---- | ---- | ---- | ---- | ---- |
| 4271                                                              | 4436 | 4000 | 4093 | 4662 | 4532 | 4632 | 4652 | 4761 |
| Tal fra og med 1962 er uden dobbelttælling (sans doubles comptes) |      |      |      |      |      |      |      |      |

## Seværdigheder
- Naturreservatet Réserve naturelle de Cerbère-Banyuls-sur-Mer blev etableret i 1974 og var Frankrigs første marine naturreservat. Den dækker i alt 650 ha hav. Centrum ligger ud for Cap Rédéris[2].
- Arago-laboratoriet har et akvarium med den lokale fauna og flora, som er åbent for offentligheden. Det har 50.000 gæster om året[1].
- Museet Musée Maillol de Banyuls-sur-Mer ligger på den gård, hvor Aristide Maillol boede de sidste år af sit liv[3].